# Moto Morini
Moto Morini ist ein von Alfonso Morini 1937 in Bologna gegründeter italienischer Motorradhersteller. Firmensitz war bis 2013 Casalecchio di Reno bei Bologna, seitdem Trivolzio bei Pavia.
Zum 1. Januar 2025 waren in Deutschland 2249 Moto-Morini-Krafträder zum Straßenverkehr zugelassen.

## Geschichte und historische Modellreihen

### Nachkriegszeit

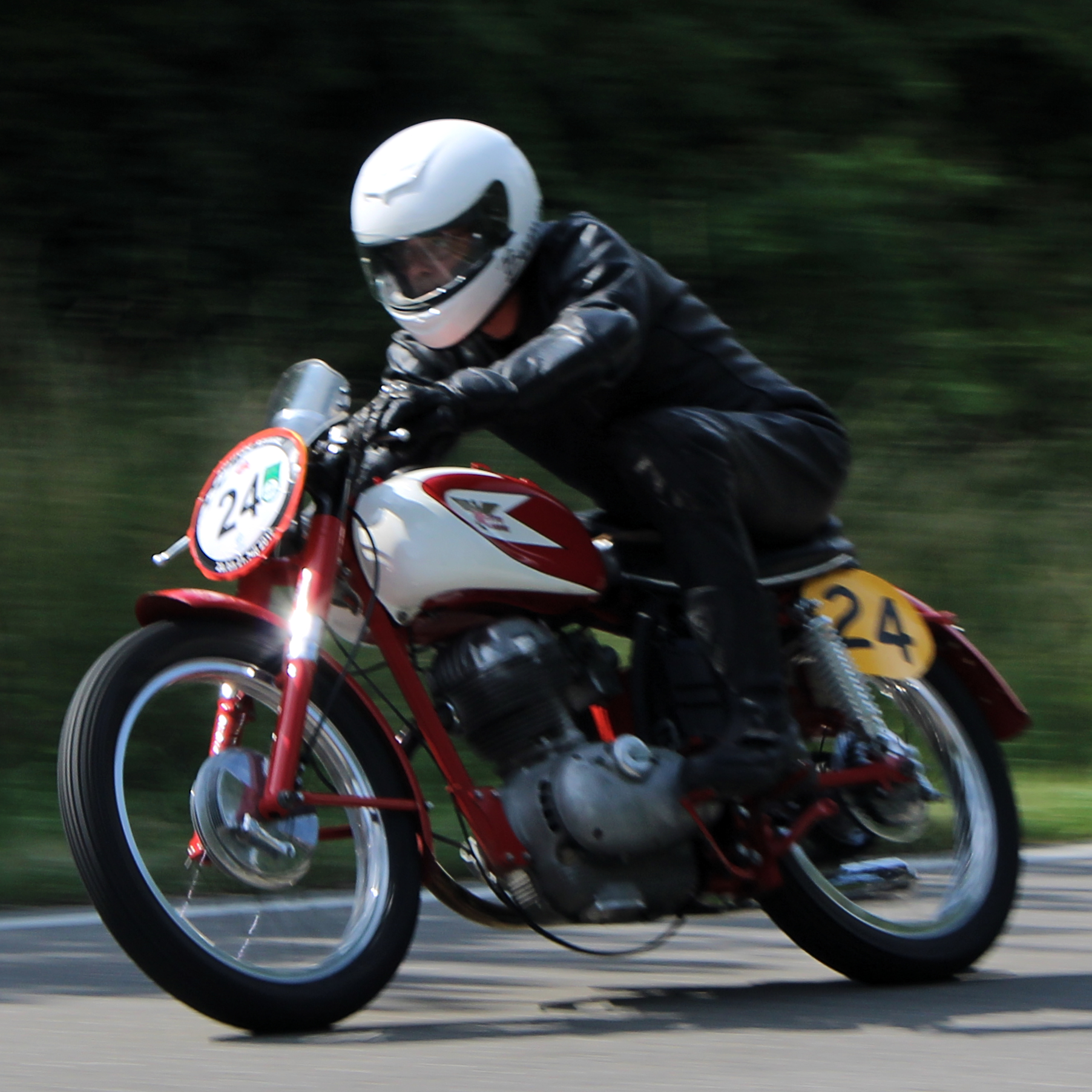
Moto Morini Settebello 175 (1955)

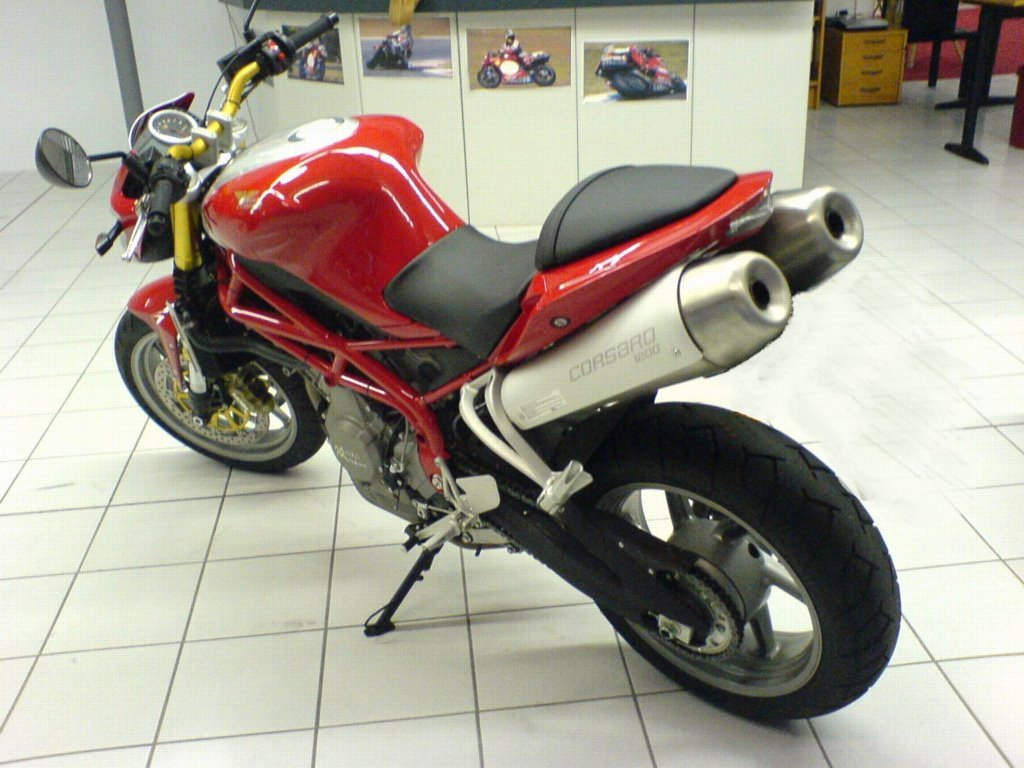
Moto Morini Corsaro 1200

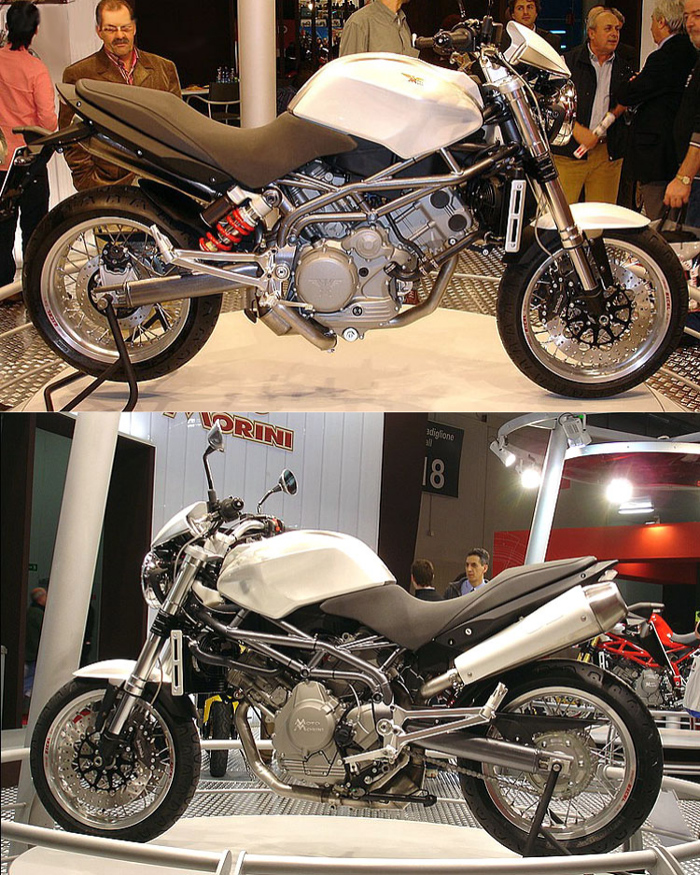
Moto Morini 9 ½ (2006)

Vor dem Zweiten Weltkrieg beschäftigte sich das Unternehmen vornehmlich mit der Produktion von Last-Dreiradfahrzeugen. Doch bereits unmittelbar danach schuf Morini sein erstes eigenes Motorrad, die 125 Turismo, für die er – wie viele andere Hersteller zu dieser Zeit auch – gestalterische Anleihen an der deutschen Vorkriegsentwicklung DKW RT 125 nahm. Die Turismo mit Zweitaktmotor hatte eine Geradewegfederung des Hinterrades.
Schnell folgte eine Sport- und eine Supersportversion, deren Entwicklung schließlich in der Competizione gipfelte, auf der Alberti 1948 die italienische Meisterschaft gewann. Fahrer wie Alberto Pagani, Raffaele Alberti oder Umberto Masetti starteten mit der Competizione erfolgreich. Die Zweitaktmodelle blieben bis 1953 im Programm.
Um den am Markt aufkommenden Mondials mit zwei obenliegenden Nockenwellen etwas entgegensetzen zu können, folgte auf die Zweitakt-Competizione 1951 eine 123-cm³-Werksrennmaschine mit kettengetriebener obenliegender Nockenwelle. Sie folgte dem allgemeinen Trend zum Viertaktmotor.
Für die Kunden erschienen 1953 als erste Viertaktmodelle die 175 Turismo mit 8,5 PS (6,2 kW) und die Settebello auf dem Markt. Die Settebello 175 wurde bis 1958 als straßentauglicher Production-Racer für ambitionierte Teilnehmer der bekannten Langstreckenrennen wie Milano–Taranto oder dem Motogiro d’Italia angeboten und war mit ca. 15 PS (11 kW) aus 175 cm³ für Rennen prädestiniert. Die Palette wurde 1954 um die Sportversion Gran Turismo mit 11 PS (8 kW) ergänzt. Eine Supersport-Version leistete 13 PS (9,5 kW) und gilt als alltagstaugliche Alternative zur Settebello 175.
Der Typ Settebello 175 Aste Corte entstand ab 1958 als reine Rennmaschine in wenigen Exemplaren und wurde noch bis Anfang der 1970er Jahre von Privatfahrern eingesetzt. Alle Motoren dieser Baureihe folgten dem gleichen Konstruktionsprinzip eines Einzylinders mit hängenden Ventilen, Stoßstangen und Kipphebeln. Die Morinis galten allgemein als sehr zuverlässig.
1956 kam das Modell Briscola mit 17-Zoll-Rädern und Gabel mit geschobener Kurzschwinge als wirtschaftlich günstige Alternative auf den Markt.
Ab 1958 ersetzte die neue Tresette alle bisherigen 175er Modelle und sorgte so für Überschaubarkeit in der breiten Modellpalette. Es gab auch dieses Modell in einer Sportversion als Sprint mit 13 PS (9,5 kW). Beide wurden bis 1963 angeboten. Eine auf 250 cm³ aufgebohrte Version nannte sich Settebello 250 GTI und sollte zwischen 1965 und 1969 vor allem den amerikanischen Markt erobern, was jedoch weitgehend misslang.
Das Werksrennmodell Rebello als Nachfolger der 123-cm³-Werksrennmaschine erzielte mit 175-cm³-Motor mit einer oder zwei obenliegenden Nockenwellen mit anfänglich 22 PS (16 kW) ab 1955 etliche nationale und internationale Erfolge.
Aus der Rebello wurde in den folgenden Jahren die 250 GP Bialbero entwickelt, auf der ab 1961 Tarquinio Provini auch international erfolgreich war. Im Jahr 1963 verfehlte er um zwei Punkte den WM-Titel gegen Jim Redman auf der Vierzylinder-Honda. Mit zuletzt bis zu 40 PS (29 kW) gilt diese Maschine bis heute als schnellster 250-cm³-Einzylinder der Geschichte.
Die Modellpalette wurde 1956 nach unten mit der 98er Sbarazzino abgerundet, ein zu seiner Zeit moderner Einzylinder mit parallel hängenden Ventilen, vier Gängen und 17-Zoll-Rädern, die Basis für viele nachfolgende Modelle bis 1975. Bereits 1958 entstand zusätzlich die artverwandte Corsaro 125, die in den folgenden Jahren in verschiedenen Turismo-, Sport- und Geländeversionen mit bis zu 160 cm³ und 5-Gang-Getrieben erschien, mit recht guten Verkaufserfolgen.
Außerdem gab es Geländesportversionen, die Regolarita Casa, die zwischen 1967 und 1975 mit 98, 122, 143 und 163 cm³ erhältlich waren. Mit ihnen wurden zahlreiche Geländewettbewerbe, unter anderem auch Sechstage-Veranstaltungen, erfolgreich bestritten. Mit der Corsarino kam 1963 ein 48-cm³-Viertakt-Moped auf den Markt. Sie war eigenständig neu entwickelt und wurde bis 1976 in etlichen Varianten angeboten, unter anderem auch mit 60 cm³ Hubraum.
1969 starb Firmengründer Alfonso Morini und seine Tochter Gabriella übernahm die Leitung des Unternehmens.

### Neuentwicklungen
1971 gab es eine Neuentwicklung bei Morini. Die 3 ½ hatte einen Zweizylinder-V-Motor mit 72 Grad Gabelwinkel und hängenden Ventilen. Erstmals gab es bei einem Motorrad serienmäßig eine elektronische Zündung und ein Sechsganggetriebe. Die Zylinderkopfunterseite war eben, als Brennräume dienten Mulden im Kolbenboden (Heron-Brennraum). Zum ersten Mal bei Morini gab es einen Zahnriemen zum Antrieb der zentralen Nockenwelle. Konstrukteur war Ingenieur Franco Lambertini. Der 344-cm³-Motor leistete 35 PS (26 kW) in der Tourenversion und 39 PS (27 kW) im Modell Sport. 1973 kam zuerst das Tourenmodell 3 ½ T auf den Markt, 1974 die Sportversion 3 ½ S. Der durchzugskräftige und langlebige Motor wurde in Details ständig weiterentwickelt, jedoch vom Prinzip her beibehalten. Morini verwendete ihn bis 1991 in verschiedenen Hubraum- und Leistungsvarianten bis hin zu einem Prototyp mit 478 cm³ und Abgasturbolader. Als Nachfolger der 1975 eingestellten Corsaro-Modelle erschien die 125H, deren Motor quasi ein halbierter 3-½-Motor mit geänderten Bohrungs- und Hubabmessungen war.
1978 folgte der 3 ½ eine 478-cm³-Version, zunächst mit fünf Gängen und später mit Sechsganggetriebe, die die Modellpalette und das Motoren-Baukastensystem nach oben hin abschloss. In halbierter Ausführung war schon ein Jahr früher ein 239-cm³-OHV-Einzylinder als 250T erhältlich gewesen. Das gute Fahrwerk konnte die geringe Motorleistung und die starken Vibrationen der 250er nicht aufwiegen und beschränkten deren Erfolg, ihre Bauzeit war schon 1980 zu Ende. An ihrer Stelle erschien mit der 250J dann wieder ein echter V2-Motor mit gleichem Hubraum, die sich jedoch ebenfalls nur in geringen Stückzahlen verkaufte. Auch die 478-cm³-Modelle wurden wegen der serienmäßig nur bescheidenen Motorleistung kritisiert.
An alte Geländeerfahrungen knüpfte Morini Ende 1981 mit der Camel 500 an, einer leichten Enduro mit einem leicht modifizierten 478-cm³-Motor aus dem Straßenmodell und anerkannt guten Geländeeigenschaften, die 1985 zur Camel 501 mit 507-cm³-Motor wurde, einer dem Zeitgeist entsprechenden Reise-Enduro. Damit hatte die V-Motorenreihe den mit 43 PS (32 kW) kräftigsten Motor aller Morini-Serienmodelle erhalten. Parallel zur Camel erschien 1982 die hubraumkleinere 350er Kanguro, eine leichte, sportliche und alltagstaugliche Enduro, die wie die Camel bis 1989 in einigen Varianten gebaut wurde, und deren Charakteristik dem jeweiligen Camel-Modell entsprach. Auch eine 125-cm³-Enduro war erhältlich, aber mit ihrem Motor nicht konkurrenzfähig.

### Übernahme durch die Gebrüder Castiglioni
1986 wurde Moto Morini von den Gebrüdern Castiglioni übernommen. Deren Konzern vereinigte außer den Marken Cagiva, Ducati und Husqvarna nun auch Moto Morini. Der Name sollte im Konzern zukünftig den Markt der Chopper abdecken. Unter der neuen Regie entstanden im Morini-Werk die Soft-Chopper-Modelle Excalibur 350/501 sowie New York 350/501. Die Enduros hießen ab 1989 Coguaro 350/501 und zeigten sich auf einem verbesserten technischen Stand. Für sportlich ambitionierte Fahrer gab es die vollverkleidete Dart 350, außerhalb von Italien auch als Dart 400, eine Synthese aus einem bereits existierenden 125-cm³-Cagiva-Modell und dem inzwischen antiquierten V2-Motor.
1991 wurde von Cagiva die Produktion von Morini-Motorrädern eingestellt und die Marke verschwand. Die Rechte an dem Markennamen Moto Morini wurden 1999 an die durch ihre Einbaumotoren bekannte Firma Motori Franco Morini in Bologna verkauft. Einer der Inhaber ist Maurizio Morini, ein Neffe von Alfonso Morini.
Am 2. Dezember 2004 präsentierte Franco Morini auf der Motor Show Bologne zwei neue Modelle, die ab Sommer 2005 unter der Marke Moto Morini im neu errichteten Werk in Casalecchio di Reno produziert werden sollten. Die 9 ½ und die Corsaro 1200 haben u. a. einen Gitterrohrrahmen, eine 50-mm-Upside-Down-Gabel von Marzocchi und einen wassergekühlten 87°-DOHC-V2-Motor mit 1187 cm³; die 9 ½ mit kleineren Ventilen, anderen Nockenwellen und angepasstem Motormanagement auf 86 kW (117 PS) und 102 Nm gedrosselt. Der Motor wurde wieder von Ingenieur Franco Lambertini, dem Schöpfer der 3 ½ von 1973, entwickelt.
Für 2008 wurde unter anderem die Moto Morini Granpasso 1200 vorgestellt, eine große Reiseenduro.

## Konkurs und Neubeginn
Das Unternehmen ging im Jahr 2009 in Konkurs.
Mitte 2011 wurde Moto Morinis Motorrad- und Rollerproduktion von Eagle Bike der beiden Unternehmer Sandro Capotosti und Ruggeromassimo Jannuzzelli ersteigert und 2012 die Produktion wieder aufgenommen. Die Modellpalette wurde um die Rebello 1200 erweitert. 2013 verlegte Moto Morini seinen Firmensitz und die Fertigung nach Trivolzio, in der Nähe von Mailand. Das Eigentum ging 2015 vollständig auf die Familie Jannuzzelli über.
Im Oktober 2018 wurde Moto Morini Teil der Zhongneng Vehicle Group.

## Modelle

### Oldtimer

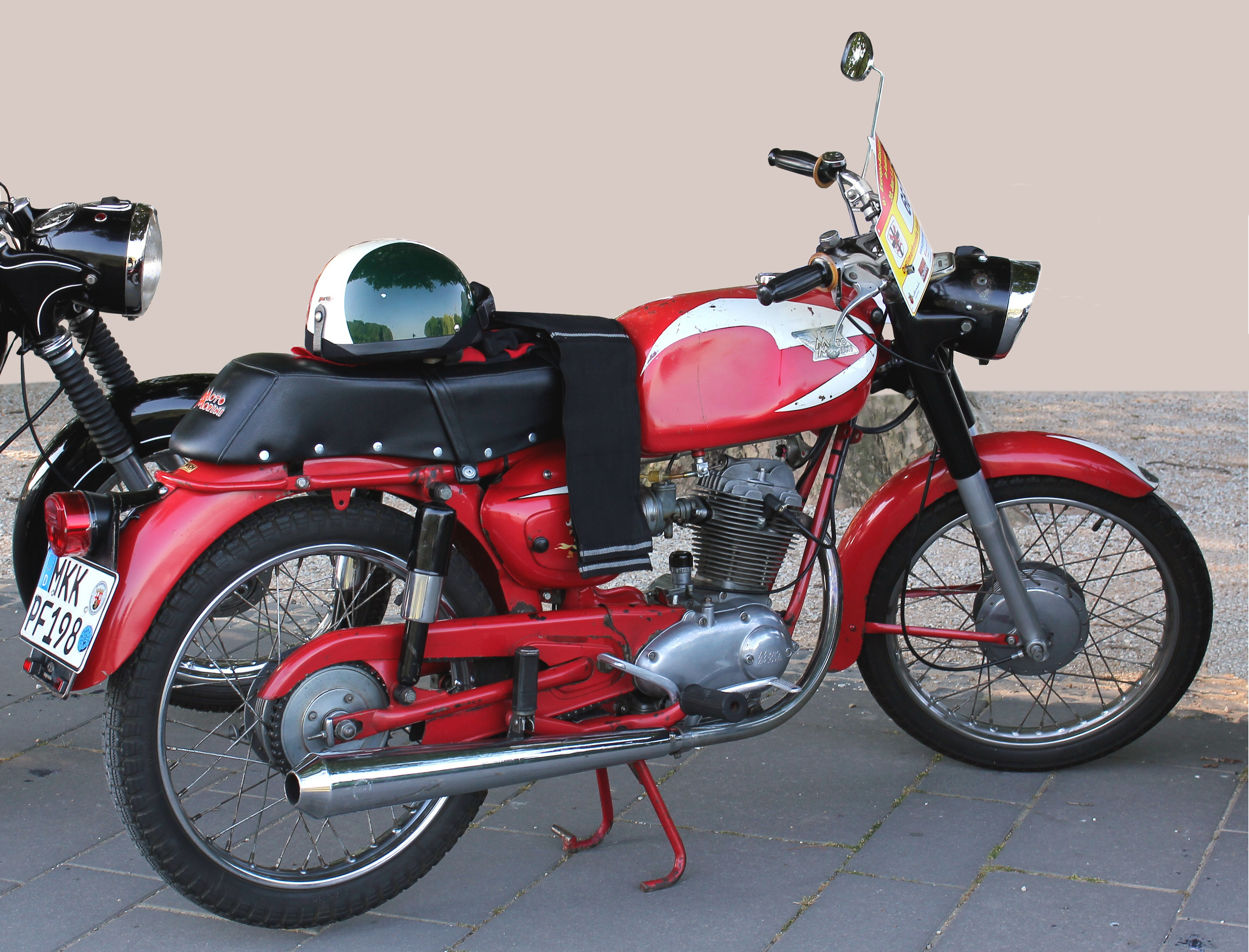
Moto Morini Corsaro, Baujahr 1961

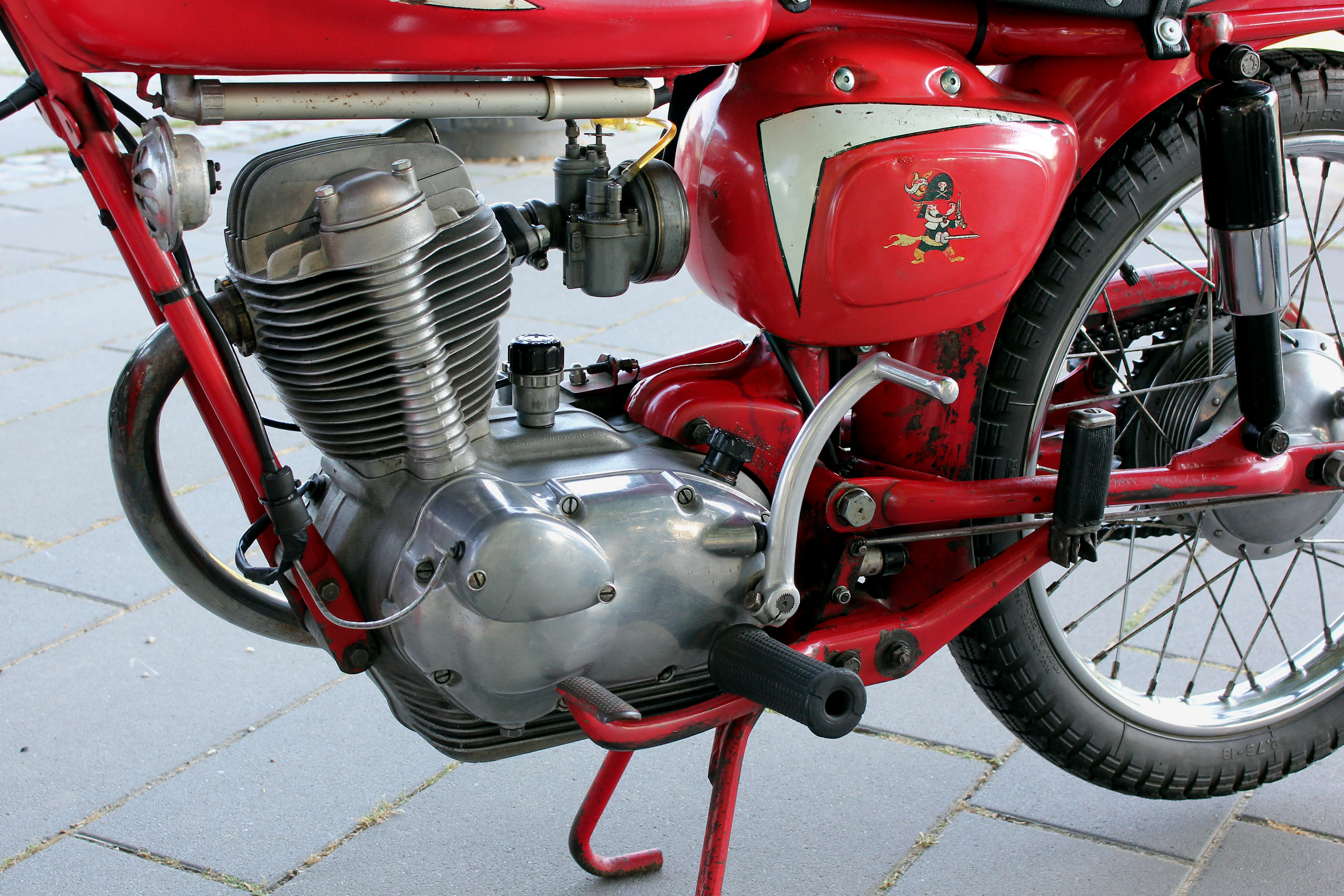
Moto Morini Corsaro: OHV-Motor, 125 cm³

- 125 Turismo
- 125 Sport
- 125 H
- 125 T
- 250 T
- 250 2C(J)
- 175 Briscola
- 175 Turismo
- 175 GT
- 175 Settebello
- 175 Super Sport
- 175 Tresette
- 175 Tresette Sprint
- 3½ Turismo
- 3½ Sport
- 3½ GT
- 500 Camel
- 350 K2
- Dart 350
- Dart 400

## Neuere Modelle

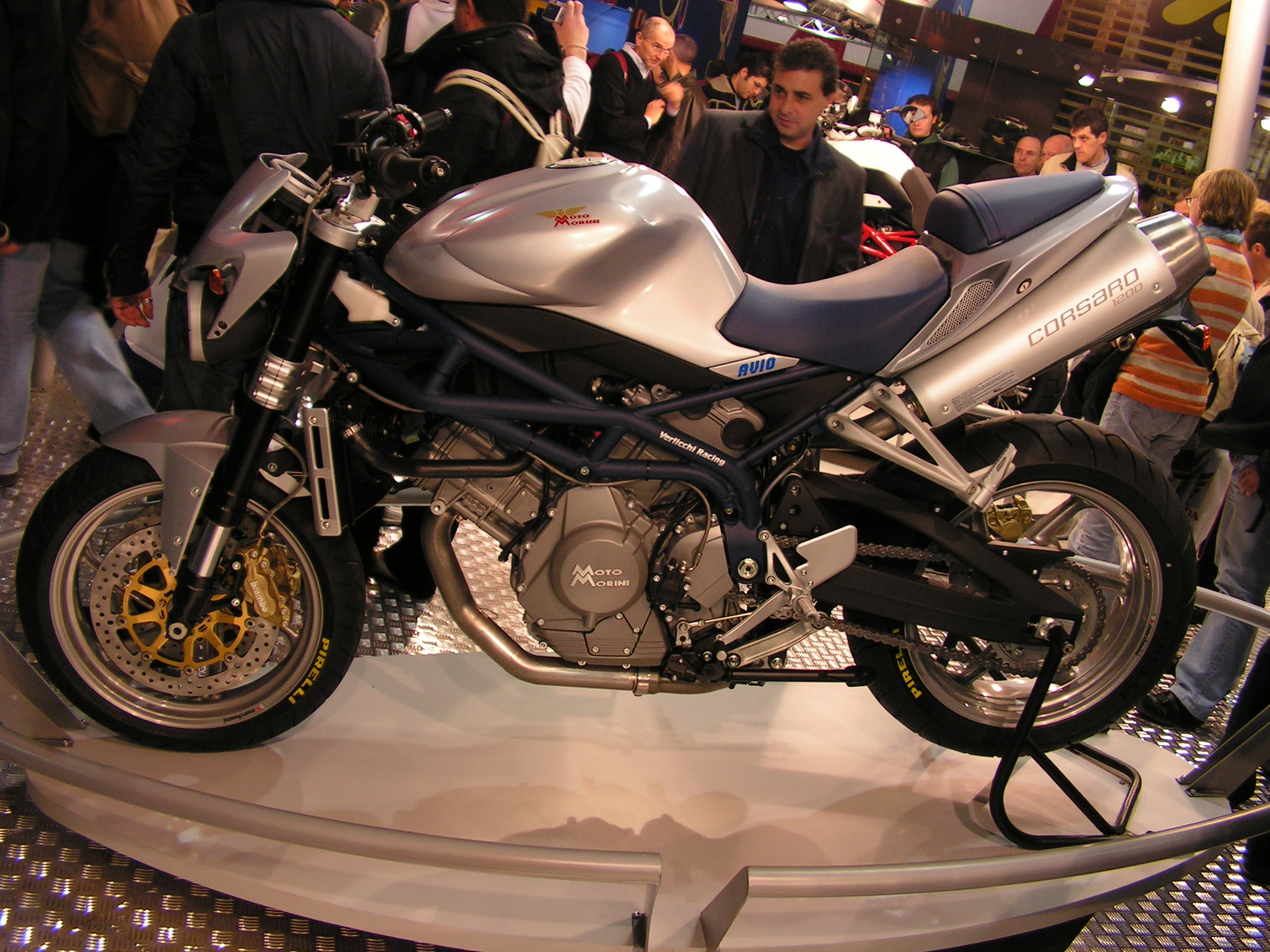
Moto Morini Corsaro 1200 Avio

- Corsaro 1200 (1187 cm³, 2005–2010)
- Corsaro 1200 Veloce (1187 cm³, 2006–2010)
- Corsaro 1200 Avio (1187 cm³, 2008–2010)
- 9 ½ (1187 cm³, 2006–2010)
- 1200 Sport (1187 cm³, 2008–2010)
- Corsaro 1200 Veloce (1187 cm³)
- 1200 Rebello Giubileo (1187 cm³)
- Granpasso (1187 cm³)
- Scrambler (1187 cm³)

## Aktuelle Modelle

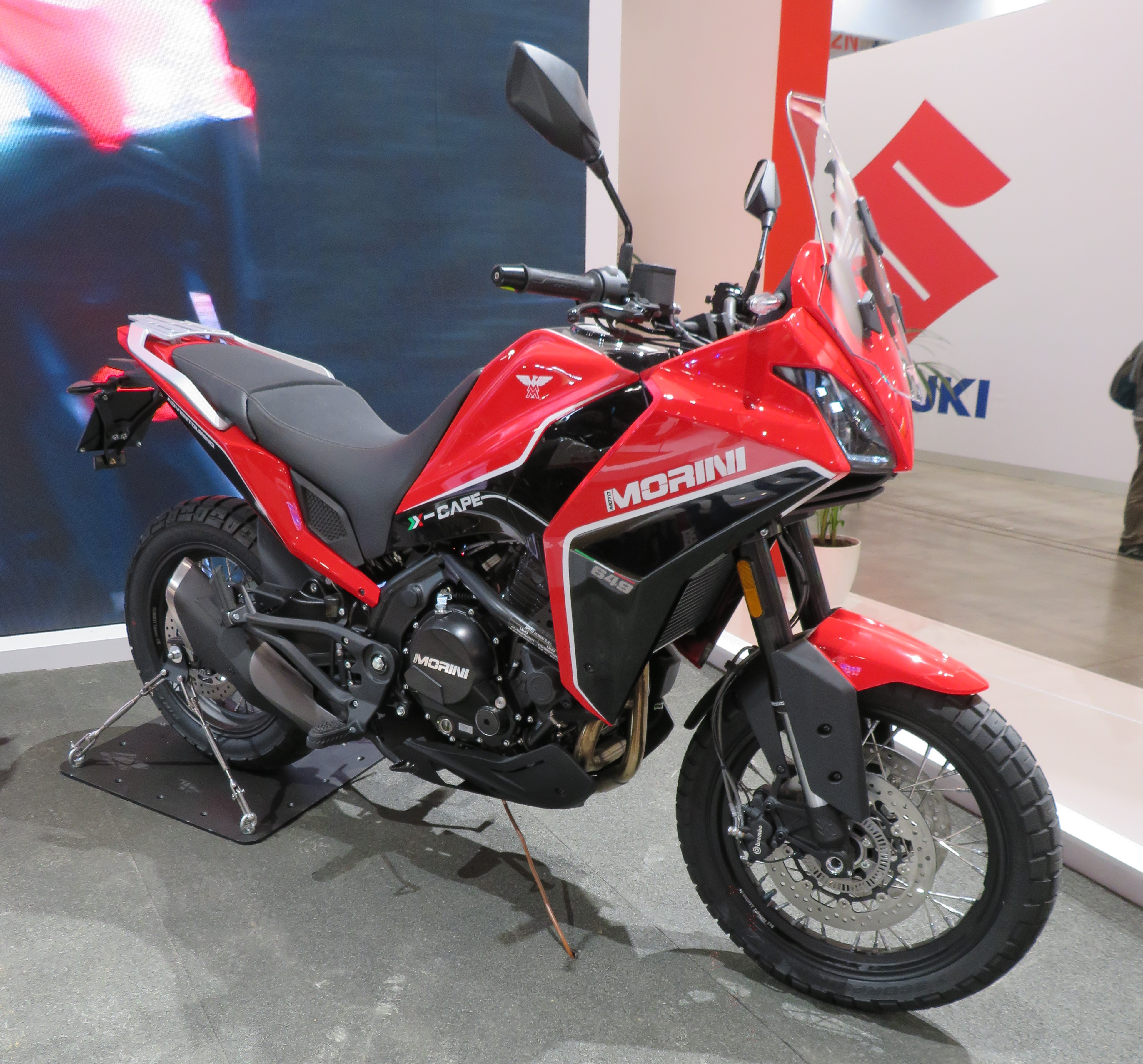
X-Cape 650, Baujahr 2021

- X-cape 650 (649 cm³)
- Seiemmezzo (649 cm³)
- Calibro (693 cm³)